# JBL 2011-12

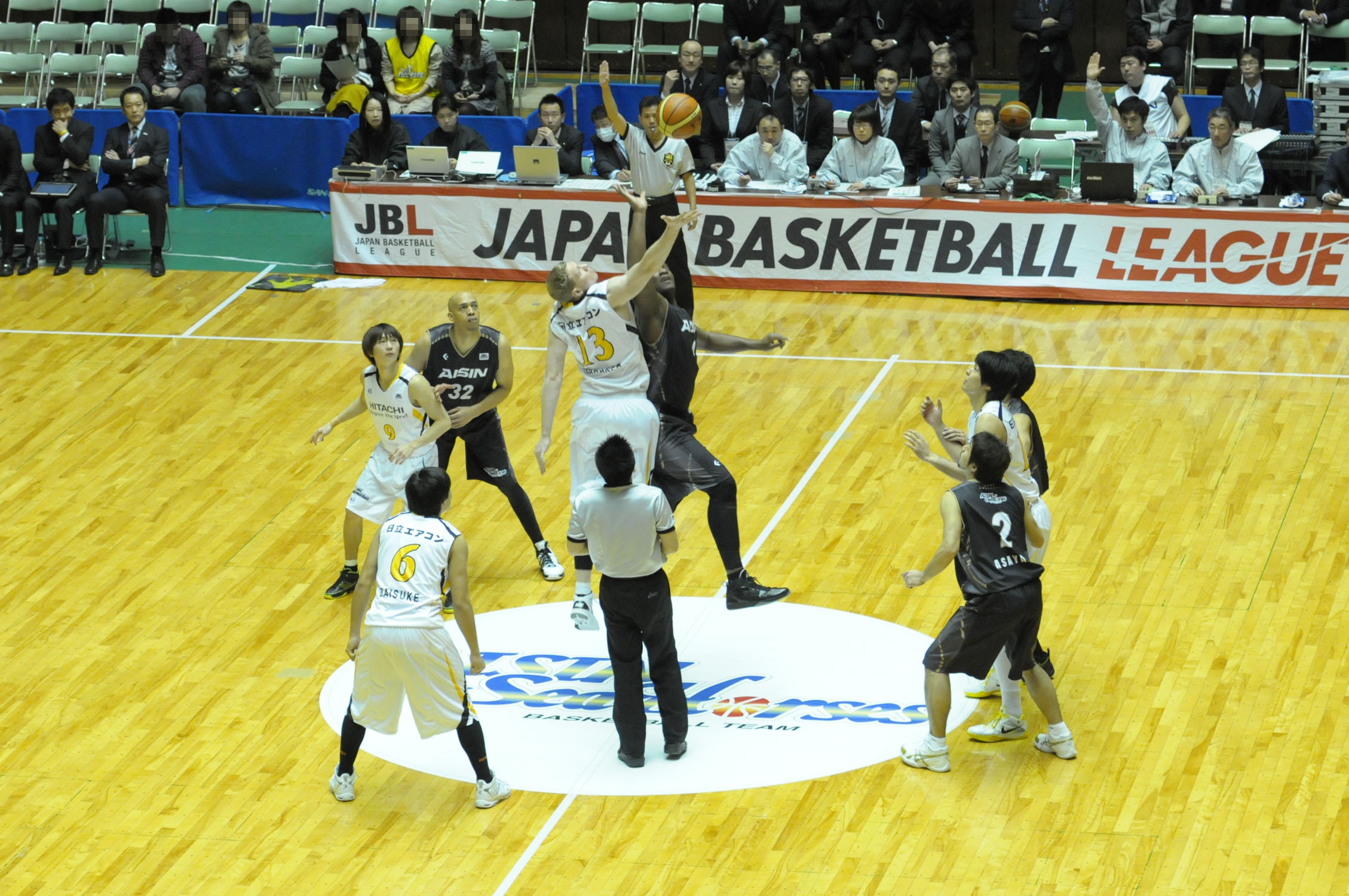
2011-2012 レギュラーシーズン、アイシン対日立。秋田県立体育館。

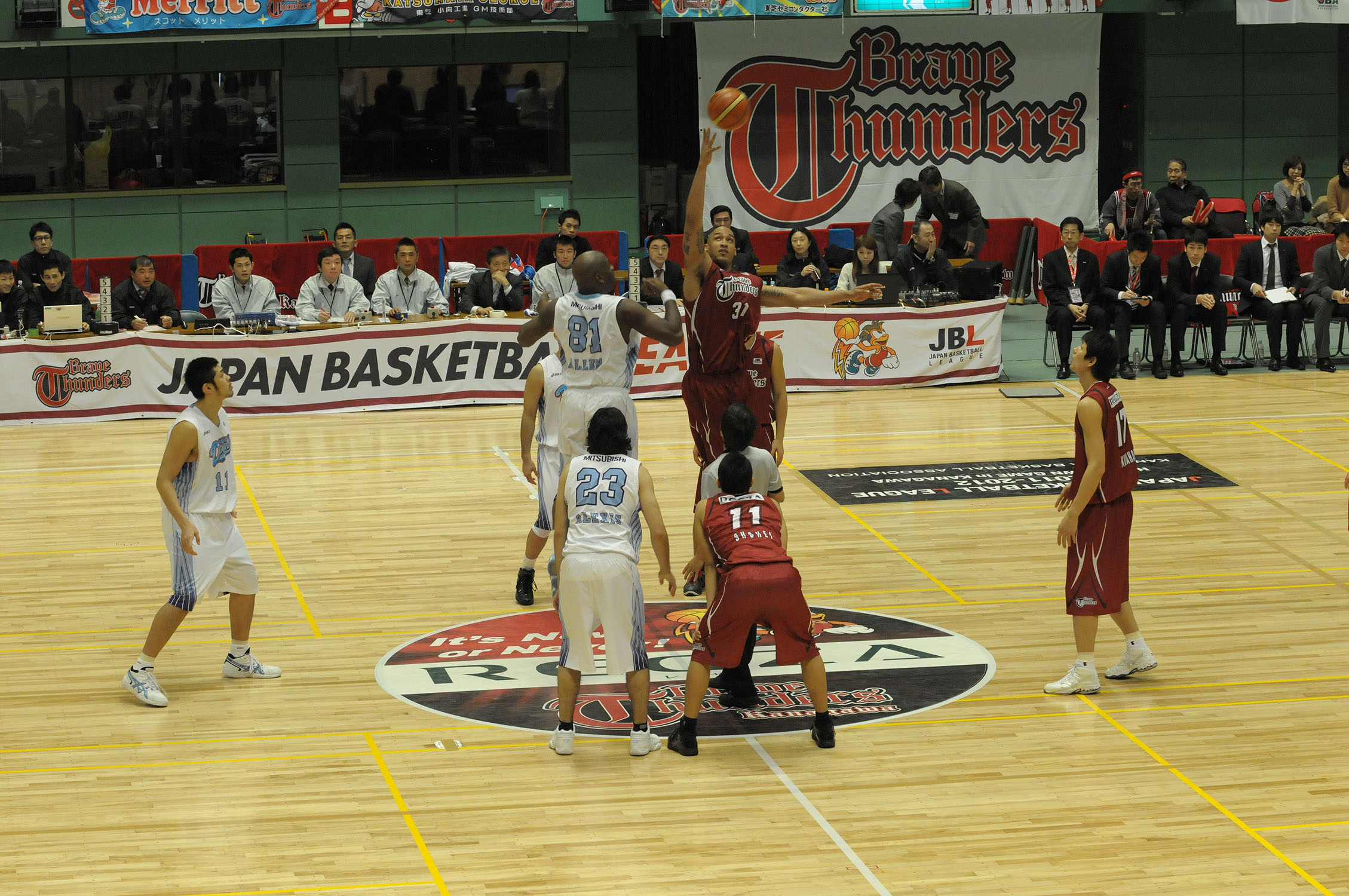
2011-2012 レギュラーシーズン、東芝対三菱電機。横須賀アリーナ。

JBL 2011-12は、2011年10月8日から2012年4月まで、日本各地で行われたバスケットボールリーグである。トヨタ自動車アルバルクがプレーオフを制し、リーグ5年ぶり、JBLとなってから初のタイトルを獲得した。

## 参加チーム
- レバンガ北海道
- リンク栃木ブレックス
- 日立サンロッカーズ
- 東芝ブレイブサンダース
- トヨタ自動車アルバルク
- アイシンシーホース
- 三菱電機ダイヤモンドドルフィンズ
- パナソニックトライアンズ

## 試合方式

### レギュラーシーズン
- 前年度同様8チームによる6回戦総当たり（1チーム42試合）のリーグ戦を戦う。
- 1月に全日本総合バスケットボール選手権大会による中断あり。
- 上位4チームがプレーオフに進出する。

### プレーオフ

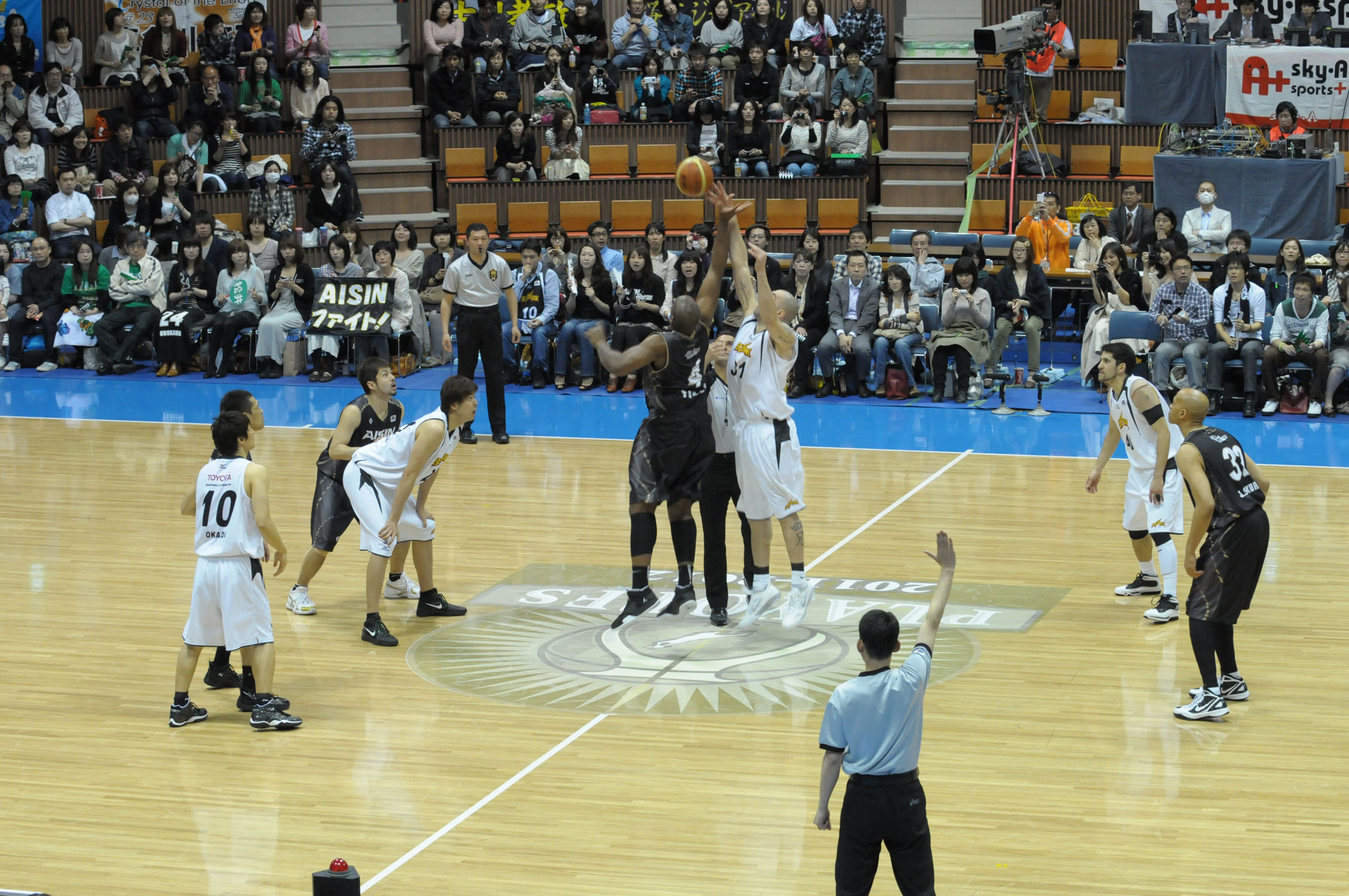
2011-2012 プレーオフファイナル第3戦、トヨタ自動車アルバルク対アイシンシーホース。代々木第二体育館。

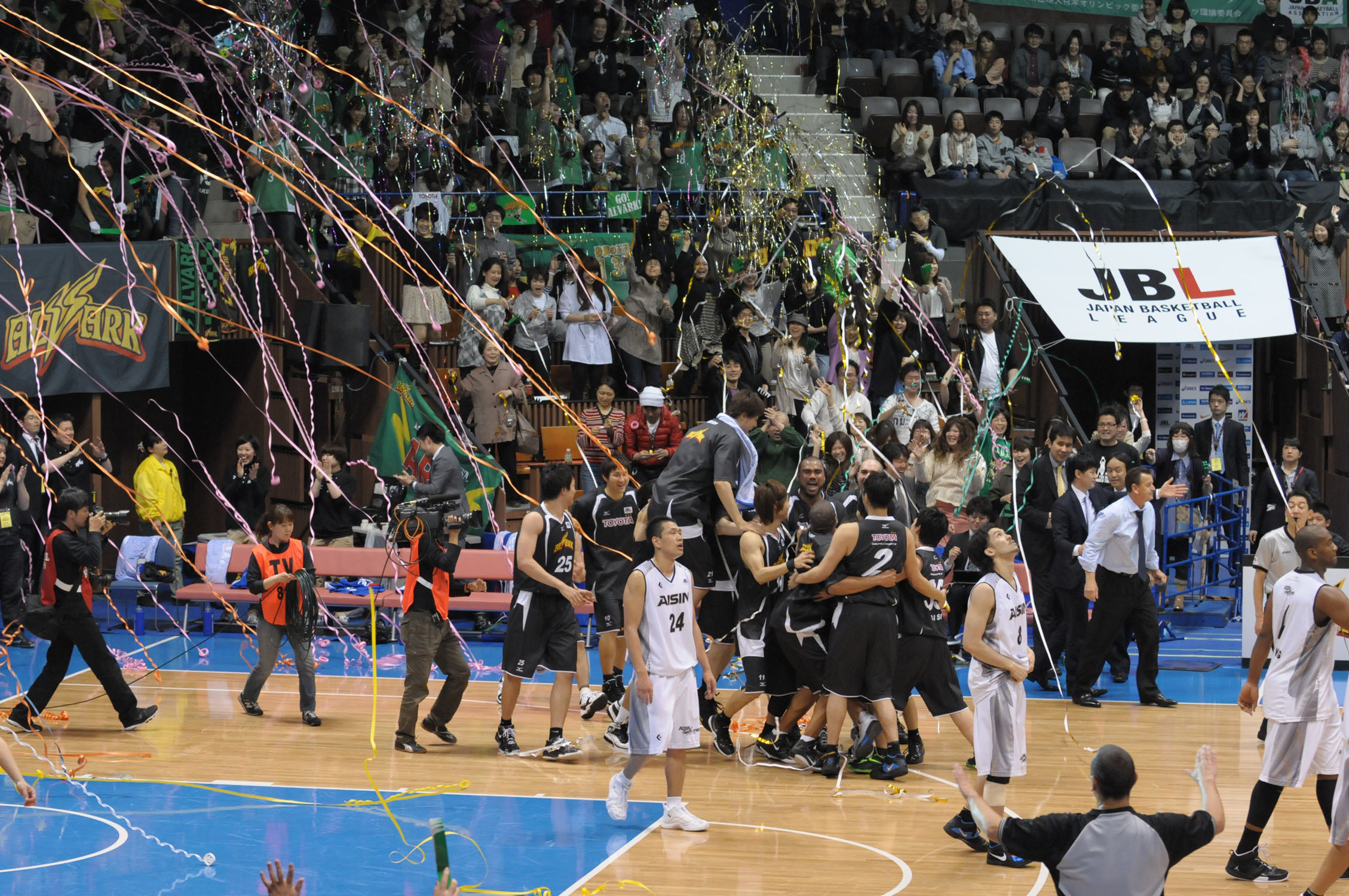
2011-2012 プレーオフファイナル第4戦、トヨタ自動車アルバルク対アイシンシーホース。代々木第二体育館。

- 2012年4月7日開幕。
- レギュラーシーズン1位と4位、2位と3位の組み合わせで3戦2勝方式のセミファイナルを戦い、勝者は5戦3勝方式のファイナルに進む。
- セミファイナルはホーム・アンド・アウェー方式を採用。上位（1位・2位）のホームで2戦行った後、1勝1敗となった場合に下位（4位・3位）のホームで最終戦を行う。ファイナルは従来通り集中開催（代々木第二体育館）とする。

### オールスターゲーム
- 12月23日に広島グリーンアリーナで開催。ファン投票及び監督推薦により選出された2チームによる東西対抗形式となる。

## 結果

### レギュラーシーズン順位
| 順位 | チーム名                         | 成績     | 勝率 |
| ---- | -------------------------------- | -------- | ---- |
| 1    | アイシンシーホース               | 31勝11敗 | .738 |
| 2    | トヨタ自動車アルバルク           | 29勝13敗 | .69  |
| 3    | 日立サンロッカーズ               | 24勝18敗 | .57  |
| 4    | パナソニックトライアンズ         | 24勝18敗 | .57  |
| 5    | レバンガ北海道                   | 22勝20敗 | .52  |
| 6    | リンク栃木ブレックス             | 18勝24敗 | .43  |
| 7    | 三菱電機ダイヤモンドドルフィンズ | 12勝30敗 | .29  |
| 8    | 東芝ブレイブサンダース           | 8勝34敗  | .19  |

### プレーオフ
セミファイナル（4月7～10日）
| 戦 | 勝者                                           | スコア  | 敗者                                 | 会場                 |
| -- | ---------------------------------------------- | ------- | ------------------------------------ | -------------------- |
| 1  | アイシンシーホース （レギュラーシーズン・1位） | 79 - 69 | パナソニックトライアンズ （同・4位） | 岡崎中央             |
| 2  | アイシンシーホース （レギュラーシーズン・1位） | 78 - 86 | パナソニックトライアンズ （同・4位） | 岡崎中央             |
| 3  | アイシンシーホース （レギュラーシーズン・1位） | 76 - 64 | パナソニックトライアンズ （同・4位） | パナソニックアリーナ |
| 1  | トヨタ自動車アルバルク （同・2位）             | 64 - 56 | 日立サンロッカーズ （同・3位）       | 代々木第二           |
| 2  | トヨタ自動車アルバルク （同・2位）             | 74 - 71 | 日立サンロッカーズ （同・3位）       | 代々木第二           |

ファイナル（4月18～22日）
| 戦 | 優勝                   | スコア  | 準優勝             | 会場       |
| -- | ---------------------- | ------- | ------------------ | ---------- |
| 1  | トヨタ自動車アルバルク | 70 - 73 | アイシンシーホース | 代々木第二 |
| 2  | トヨタ自動車アルバルク | 79 - 70 | アイシンシーホース | 代々木第二 |
| 3  | トヨタ自動車アルバルク | 69 - 61 | アイシンシーホース | 代々木第二 |
| 4  | トヨタ自動車アルバルク | 83 - 64 | アイシンシーホース | 代々木第二 |

### 最終順位
| 順位 | チーム名                         |
| ---- | -------------------------------- |
| 1    | トヨタ自動車アルバルク           |
| 2    | アイシンシーホース               |
| 3    | 日立サンロッカーズ               |
| 4    | パナソニックトライアンズ         |
| 5    | レバンガ北海道                   |
| 6    | リンク栃木ブレックス             |
| 7    | 三菱電機ダイヤモンドドルフィンズ |
| 8    | 東芝ブレイブサンダース           |

### オールスターゲーム

#### 出場選手
- EAST

☆ 田臥勇太（リンク栃木）
☆ 桜井良太（レバンガ）
☆ 網野友雄（リンク栃木）
☆ 竹内譲次（日立）
☆ 伊藤俊亮（リンク栃木）
☆ ジャイ・ルイス（レバンガ）
☆ ラマー・ライス（リンク栃木）
・ 竹内公輔（トヨタ）
・ 川村卓也（リンク栃木）
・ 岡田優介（トヨタ）
- WEST

☆ 五十嵐圭（三菱）
☆ 梶山信吾→中川和之（三菱）
☆ 広瀬健太（パナソニック）
☆ 鵜澤潤（三菱）
☆ 桜木ジェイアール（アイシン）
☆ チャールズ・オバノン（パナソニック）
☆ ロン・ヘール（三菱）
・ 篠山竜青（東芝）
・ 古川孝敏（アイシン）
・ 金丸晃輔（パナソニック）

#### 結果
| 勝者 | 結果      | 敗者 | MVP      |
| ---- | --------- | ---- | -------- |
| EAST | 134 - 131 | WEST | 川村卓也 |

## JBLアウォード
| 部門                         | 受賞者               | チーム       |
| ---------------------------- | -------------------- | ------------ |
| レギュラーシーズンMVP        | 桜木ジェイアール     | アイシン     |
| プレーオフMVP                | フィリップ・リッチー | トヨタ       |
| ルーキー・オブ・ザ・イヤー   | 金丸晃輔             | パナソニック |
| コーチ・オブ・ザ・イヤー     | ドナルド・ペック     | トヨタ       |
| レフェリー・オブ・ザ・イヤー | 平原勇次             |              |

### ベスト5
| P   | 受賞者           | チーム     |
| --- | ---------------- | ---------- |
| G   | 柏木真介         | アイシン   |
| G/F | 川村卓也         | リンク栃木 |
| F   | 折茂武彦         | レバンガ   |
| F/C | 竹内譲次         | 日立       |
| C   | 桜木ジェイアール | アイシン   |

### リーダーズ
| 部門               | 受賞者               | チーム       | 記録    |
| ------------------ | -------------------- | ------------ | ------- |
| 得点               | 川村卓也             | リンク栃木   | 20.41点 |
| アシスト           | 川村卓也             | リンク栃木   | 4.49本  |
| リバウンド         | 桜木ジェイアール     | アイシン     | 12.03本 |
| 野投成功率         | フィリップ・リッチー | トヨタ       | 62.12%  |
| フリースロー成功率 | 木下博之             | パナソニック | 88.46%  |
| 3P成功率           | 古川孝敏             | アイシン     | 44.56%  |
| スティール         | 佐藤稔浩             | 日立         | 1.74本  |
| ブロックショット   | 竹内譲次             | 日立         | 1.53本  |

## 備考
- 日立とパナソニックのレギュラーシーズン成績は勝率、対戦成績とも同じになったため、ゴールアベレージで上回った日立が3位となった。